# Svarthuvad knottfågel
Svarthuvad knottfågel (Conopophaga roberti) är en fågel i familjen knottfåglar inom ordningen tättingar.

## Utbredning
Fågeln förekommer i nordöstra Brasilien (östra Pará till västra Ceará och södra Piauí).

## Status
IUCN kategoriserar arten som livskraftig.

## Namn
Fågelns vetenskapliga artnamn hedrar Alphonse Robert, fransk samlare av specimen verksam i Brasilien 1901-1903.